# Tlalim
Tlalim (hebrejsky טְלָלִים, doslova „Rosy“, v oficiálním přepisu do angličtiny Telalim) je vesnice typu kibuc v Izraeli, v Jižním distriktu, v Oblastní radě Ramat ha-Negev.

## Geografie
Leží v nadmořské výšce 361 metrů v centrální části pouště Negev. Jde o aridní oblast, ve které jsou jen drobné enklávy zemědělsky využívané půdy v bezprostředním okolí vesnice. Západně od kibucu začíná zcela suchá oblast písečných dun Cholot Chaluca. Zdejší krajina má mírně zvlněný terén, který člení četná vádí. Na východním okraji kibucu je to vádí Nachal Revivim.
Obec se nachází 63 kilometrů od břehu Středozemního moře, cca 120 kilometrů jižně od centra Tel Avivu, cca 97 kilometrů jihozápadně od historického jádra Jeruzalému a 28 kilometrů jižně od města Beerševa. Tlalim obývají Židé, přičemž osídlení v tomto regionu je etnicky převážně židovské. Zhruba 5 kilometrů severozápadně od vesnice ale leží rozsáhlý shluk rozptýlených příbytků arabských beduínů v lokalitě zvané Bir Hadadž, kterou obývají cca 4000 polokočovných beduínů. Tato osada nebyla dlouho oficiálně uznána, přestože o to usilovali její obyvatelé i úřady Oblastní rady Ramat ha-Negev. Později se dočkala uznání a byla začleněna do Oblastní rady Abu Basma.
Tlalim je na dopravní síť napojen pomocí dálnice číslo 40, ze které tu odbočuje lokální silnice 211.

## Dějiny
Tlalim byl založen v roce 1980. Zakladateli byla skupina mládeže z polovojenských oddílů Nachal propojené s izraelským skautským hnutím. Zpočátku čelil kibuc velké fluktuaci obyvatel, teprve postupně docházelo k trvalému usazování rodin.
Koncem 20. století prošel kibuc privatizací. Udržuje si ovšem některé prvky kolektivního hospodaření. Umožňuje ale svým členům hledat si volně práci i mimo obec. Místní ekonomika je založena na zemědělství (chov dobytka, produkce mléka, polní plodiny). V obci funguje synagoga, zdravotní ordinace, mateřská škola, společenské středisko, plavecký bazén a sportovní areály. Plánuje se stavební expanze, v jejímž rámci tu má být nabízeno cca 105 stavebních parcel pro výstavbu rodinných domů.

## Demografie
Obyvatelstvo kibucu je převážně sekulární. Podle údajů z roku 2014 tvořili naprostou většinu obyvatel v Tlalim Židé (včetně statistické kategorie "ostatní", která zahrnuje nearabské obyvatele židovského původu ale bez formální příslušnosti k židovskému náboženství).
Jde o menší obec vesnického typu s dlouhodobě kolísající populací. K 31. prosinci 2014 zde žilo 308 lidí. Během roku 2014 populace stoupla o 51,0 %.
| Rok            | 1983 | 1995 | 2001 | 2003 | 2004 | 2005 | 2006 | 2007 | 2008 | 2009 | 2010 | 2011 | 2012 | 2013 | 2014 |
| -------------- | ---- | ---- | ---- | ---- | ---- | ---- | ---- | ---- | ---- | ---- | ---- | ---- | ---- | ---- | ---- |
| Počet obyvatel | 45   | 76   | 492  | 271  | 277  | 288  | 270  | 329  | 344  | 221  | 206  | 280  | 176  | 204  | 308  |